# Latorická rovina
Latorická rovina je geomorfologický podcelek Východoslovenské roviny. Tvoří ji území v širším okolí řeky Latorica.

## Vymezení
Podcelek zabírá rovinaté území v jižní polovině střední části Východoslovenské roviny. Východní okraj vymezuje státní hranice s Ukrajinou, severním směrem leží Kapušianske pláňavy, Laborecká rovina, Malčická tabule a Ondavská rovina. Západním směrem leží Trebišovská tabule a jižně navazuje Bodrocká rovina a Medzibodrocké pláňavy.

## Chráněná území
Velká plocha této části Východoslovenské roviny leží v Chráněné krajinné oblasti Latorica, z maloplošných chráněných území se zde nachází přírodní rezervace Zatínsky luh a národní přírodní rezervace Botiansky a Latorický luh.

## Osídlení
Zátopová území Latorická nivy je celoplošně chráněným územím a mimo osídlení na západním okraji je neobydlené. Nachází se zde několik mysliven.

## Doprava
Severozápadním okrajem prochází silnice II/552, z Veľkých Kapušan do Královského Chlmce vede Latorickou rovinou silnice II/555.